# César Eugênio da Piedade
César Eugênio da Piedade (Sarapuí, 7 de fevereiro de 1876 – Itapetininga, 14 de maio de 1960), também conhecido como Nhô César Piedade, foi um tropeiro fazendeiro e político brasileiro. Exerceu no município de Itapetininga, os cargos de vereador, tendo sido presidente da Câmara Municipal, e posteriormente prefeito municipal entre 1923 e 1924.

## Biografia
Nhô César era filho do coronel Ernesto Eugênio da Piedade e de Anna Brandina de Jesus, ambos descendentes de tradicionais famílias paulistas. Foi dono de tropas, juntamente com seu filho, Luiz do Amaral Piedade, e grande negociante de muares (geralmente mulas) — comprava-os xucros no sul do país ou na cidade paulista de Itararé e os vendia para outras cidades do sul e sudoeste estado de São Paulo, por meio de negócios estabelecidos na base da confiança mútua. Negócios com Nhô César foram realizados em cidades como Sarapuí, Itapetininga, Itararé, Tatuí, Tietê, Itu, Limeira, Capivari, Monte Mor, Rebouças, Nova Odessa, Americana, Santa Bárbara d´Oeste, Santo Anastácio, Piracicaba, Araras, Ponta Grossa e Rio de Janeiro.
César Eugênio da Piedade é patrono de cadeira nº 31 do Instituto Histórico, Geográfico e Genealógico de Itapetininga (IHGGI), indicado pelo professor José Mendes de Andrade.

## Vida familiar
Nhô César casou-se em Sarapuí, a 10 de novembro de 1894, com Umbélia Augusta do Amaral Piedade. O casal teve sete filhos:
1. Luiz do Amaral Piedade (Sarapuí, 6 de dezembro de 1905 – Itapetininga, 14 de setembro de 2004), que se tornaria marido de Francisca Honorina Lemos Piedade
2. Lucila Piedade (28 de maio de 1902 – 13 de agosto de 1967), futura mulher de Oswaldo Weiss
3. Lúcia Piedade (1915 – 12 de outubro de 1947), que em 1947 se casaria com seu primo Osvaldo Piedade, em Itapetininga
4. Anna Piedade (morta ainda na juventude)
5. Benedita Piedade (morta ainda na juventude)
6. Ana Genoveva Piedade, que se casaria com Bernardo Pinheiro da Silva
7. José Geraldo Piedade (morto aos 7 anos)